# شهرستان شانگلین
شانگلین (به لاتین: Shanglin County) یک شهرستان در جمهوری خلق چین است که در نان‌نینگ واقع شده‌است.

## خصوصیات
شانگلین ۱٬۸۶۹٫۶۴ کیلومترمربع مساحت و ۳۴۳٬۵۹۰ نفر جمعیت دارد.